# Juan de Abréu Galindo
Juan de Abréu Galindo (fl. XVI secolo) è stato un religioso e scrittore spagnolo.

## Biografia
È lo pseudonimo di un religioso che si presentò come l'autore della Historia de la conquista de las siete islas de Canaria (in italiano Storia della conquista delle sette isole delle Canarie) e la datò nel 1632, opera che in realtà è un'edizione realizzata nel decennio del 1630 della Historia de las islas Canarias (in italiano Storia delle Isole Canarie) lasciato incompiuto dal suo vero autore, Gonzalo Argote de Molina, alla sua morte nel 1596.
Così, il nome di Juan de Abréu Galindo nasconde un copista anonimo che ha pubblicato l'opera di Argote de Molina sotto un nome fittizio. Nelle parole di Cebrián Latasa, "non esiste nei registri delle Canarie dei francescani della fine del XVI e l'inizio del XVII secolo, un frate con quel nome".
Dall'opera si ricava che l'autore appare come andaluso, è nato a metà del XVI secolo, era uno studente di Thámara, la bibliografia che usa è anteriore al 1590, è un esperto di genealogia, ha accesso alla documentazione del conte di Lanzarote (titolo acquisito dallo studioso sivigliano), e molti altri dati che coincidono con la biografia di Gonzalo Argote de Molina, oltre ad altri trasformati, come la sua professione francescana.
Dati interni confermano che la Storia della conquista delle sette isole Canarie è stata scritta probabilmente tra il 1590 e il 1600. Ad esempio, si parla dell'albero di Garoé quando esisteva ancora fino alla sua scomparsa nel 1604 a causa di una tempesta. Il manoscritto e le edizioni a stampa menzionano la data 1632, ma si credeva che fosse un'aggiunta successiva del copista (che, dopo l'articolo di Cebrián Latasa, sarebbe Fray Juan de Abréu), che nello stesso paragrafo commenta alcuni dati su il numero variabile di zuccherifici. È chiaro che Gonzalo Argote de Molina iniziò a scrivere la sua Storia e descrizione delle sette Isole Canarie intorno al 1590 e dovette lasciarla incompiuta a causa della sua morte nel 1596, che coincide con la datazione che era stata proposta per quest'opera prima di Cebrián Latasa ha rivelato nel 2008 che Juan de Abréu y Galindo era un autore fittizio.
Confrontando questo lavoro con altri sullo stesso argomento e periodo simile, presenta molte somiglianze con alcuni di essi.
- Certe coincidenze con la Descrizione delle Isole Canarie di Leonardo Torriani, che sembrano indicare comunicazioni dirette o una fonte comune, sebbene le informazioni dallo pseudo-Abréu Galindo, cioè un'edizione postuma dei manoscritti Argote de Molina, siano solitamente più completi.
- L'autore ha fatto un uso abbondante della Storia della Vergine della Candelaria di Fray Alonso de Espinosa, soprattutto per quanto riguarda l'isola di Tenerife, copiando parte della sua opera. Tuttavia, l'"Abréu" aggiunge dati provenienti da altre fonti, alcune delle quali in contraddizione con quanto affermato da Espinosa.